# Дульдургинське сільське поселення
Дульдурги́нське сільське поселення (рос. Дульдургинское сельское поселение) — сільське поселення у складі Дульдургинського району Забайкальського краю Росії.
Адміністративний центр та єдиний населений пункт — село Дульдурга.

## Населення
Населення сільського поселення становить 6483 особи (2019; 6651 у 2010, 6382 у 2002).